# Красногвардејско језеро
Красногвардејско језеро (рус. Красногвардейское; фин. Halolanjärvi) ледничко је језеро на северозападу европског дела Руске Федерације. Налази се на територији Виборшког рејона, на крајњем северозападу Лењинградске области. Географски се налази у јужном делу Карелијске превлаке.
Језерска акваторија обухвата површину од 10,6 км², максимална дужина је 8 километара, ширина до 1,5 километара. Површина сливног подручја је око 77,4 км².